# Ikarus 556
Az Ikarus 556 az Ikarus Karosszéria- és Járműgyár első önhordó karosszériájú, 1965 és 1973 között gyártott városi busza. Távolsági változata az Ikarus 557-es, a csuklós változata a 180-as. Ennél a három típusnál hangsúlyt helyeztek az egységes arculatra, mely a későbbiekben a 200-as család egyik alapelve lett.

## Története
Az 5 darabos, Csepel motorral rendelkező nullszéria (GA-81-01 – GA-81-05) 1963-ban készült el, majd 1964-ben forgalomba is állt a 4-es busz vonalán. A jelentkező problémák miatt (kipukkant légrugó, kiszakadt vagy lógó hátsó ajtó) ezt követően kisebb darabszámban szerezték be őket. Nagyobb változást a RÁBA-MAN D2156 motor jelentette, mivel csendesebb és erősebb volt a korábbi Csepelhez képest. 1964 és 1972 között 275 autóbusz állt forgalomba Budapesten a FAÜ, majd a BKV égisze alatt.
Az Ikarus 556-os érdekes altípusa volt az 556.70, mely JÁFI P1-619.00 típusú közvetlen befecskendezéses dízelmotorral rendelkezett.

### Az emeletes 556-os
1964 decemberében a FAÜ számára beszerzett GA-81-16 és GA-81-17 rendszámú autóbuszt a BKV 1968-ban átadta a 20. AKÖV részére, hogy egy emeletes autóbuszt építsen belőle. A GA-81-16-ból készült a busz felső, míg a GA-81-17-ből az alsó része, és ez utóbbi rendszámot használta tovább. A busz ezt követően Pécsen szolgált 1976 júniusáig.
2020-ban megszerezte a Volánbusz Zrt. és felújítása, restaurálása 2022 májusára elkészült.

## Jellemzői
Az 556-os újdonsága volt a két tengely közötti, padló alatt elhelyezett motor, mely jelentősen csökkentette az utastér zajszintjét. A korábbi típusokhoz viszonyítva tágabb utastérrel rendelkezett, viszont ezzel együtt csökkent a vezetőfülke mérete, mely az utastérből nyílt. A busznál középső ajtót is alkalmaztak, így az ajtóelrendezés (1-2-2) lett, viszont az ajtóméretek nem feleltek meg: az első ajtó 800 mm, a középső 1100 mm, míg a hátsó 1600 mm széles volt. Az első ajtó egy utas számára széles, a középső kettőnek szűk, míg a hátsó ajtó két utasnak széles, de háromnak keskeny volt.
A busz nagyméretű ablakokkal rendelkezett, melyek jó bevilágítást és komfortosabb utazást biztosítottak. Három fajta ablaktípust terveztek, attól függően, hogy az autóbusz milyen éghajlatú országban fog közlekedni:
- Eltolható oldalablak a trópusi éghajlatú városoknak
- Vízszintesen osztott, alsó kétharmadban eltolható, felül egyharmadban fix üveg a mérsékelt éghajlatú városoknak
- Vízszintesen osztott, alsó kétharmadban fix, felül egyharmadban befelé billenő ablak a hidegebb éghajlatú városoknak